# 미디어 타입
미디어 타입(media type), MIME 타입(MIME type), 콘텐츠 타입(content type)은 인터넷에 전달되는 파일 포맷과 포맷 콘텐츠를 위한 2 부분의 식별자이다. IANA는 이러한 분류를 표준화하고 출판하는 공식 기관이다. 미디어 타입은 원래 1996년에 MIME 사양의 일부로서 이메일 메시지 콘텐츠와 첨부파일의 종류를 고지하기 위해 RFC 2045에 정의되었으며 이를 근거로 MIME 타입이라는 이름이 만들어졌다. 미디어 타입은 또한 이와 비슷한 목적으로 HTTP와 같은 다른 인터넷 프로토콜과 HTML과 같은 문서 파일 포맷에 의해 사용된다.

## 명명 규칙
미디어 타입은 유형(type), 아형(subtype), 그리고 선택적 매개변수로 이루어진다.
이를테면 HTML 파일은 text/html; charset=UTF-8로 지정된다. 이 예에서 text는 유형, html는 아형, charset=UTF-8은 문자 인코딩을 가리키는 선택적 매개변수이다.
미디어 타입은 최상위 유형 이름과 아형 이름으로 이루어지며, 이는 이른바 "트리"(tree)라는 구조로 구조화된다. 미디어 타입은 매개변수라는 데이터를 선택적으로 정의할 수 있다.
top-level type name / subtype name [ ; parameters ]
top-level type name / [ tree. ] subtype name [ +suffix ] [ ; parameters ]
현재 등록된 최상위 유형 이름은 다음과 같다: application, audio, example, font, image, message, model, multipart, text, video.
흔히 쓰이는 비공식적인 최상위 이름은 chemical이라 부른다.

### 일반적인 예
- application/javascript
- application/json
- application/x-www-form-urlencoded
- application/xml
- application/zip
- application/pdf
- application/sql
- application/graphql
- application/ld+json
- application/msword (.doc)
- application/vnd.openxmlformats-officedocument.wordprocessingml.document(.docx)
- application/vnd.ms-excel (.xls)
- application/vnd.openxmlformats-officedocument.spreadsheetml.sheet (.xlsx)
- application/vnd.ms-powerpoint (.ppt)
- application/vnd.openxmlformats-officedocument.presentationml.presentation (.pptx)
- application/vnd.oasis.opendocument.text (.odt)
- audio/mpeg
- audio/vorbis
- multipart/form-data
- text/css
- text/html
- text/csv
- text/plain
- image/png
- image/jpeg
- image/gif

## 같이 보기
- 파일 확장자